# Plaça de Maragall (Barcelona)
|  | Aquest article tracta sobre la plaça. Vegeu-ne altres significats a «Estació de Plaça de Maragall». |

La plaça de Maragall es troba al passeig del mateix nom de Barcelona, que la travessa de nord a sud, i està situada entre els barris del Guinardó (costat oest) i el Congrés i els Indians (costat est).

## Història
Era un antic encreuament dels camins que unien Barcelona amb els pobles d'Horta, Sant Andreu de Palomar i Sant Martí de Provençals. El projecte d'urbanització data de la dècada del 1920, però no es va efectuar, i amb l'esclat de la Guerra Civil va quedar aturat. La construcció d'edificis es va iniciar a la dècada de 1940, desenvolupant-se a la dècada següent.
Hi ha un parc infantil i un gimnàs a l'aire lliure, i els dissabtes al matí hi ha mercat de pagès. En el subsòl hi ha un aparcament municipal i s'hi està construïnt l'[[estació de Plaça de Maragall de la línia L9/L10.